# Vaux-Rouillac
Vaux-Rouillac är en kommun i departementet Charente i regionen Nouvelle-Aquitaine i västra Frankrike. Kommunen ligger  i kantonen Rouillac som ligger i arrondissementet Cognac. År 2022 hade Vaux-Rouillac 295 invånare.

## Befolkningsutveckling
Antalet invånare i kommunen Vaux-Rouillac
Referens:INSEE